# Penshurst (Wiktoria)
Penshurst – miasto w Australii, w stanie Wiktoria.